# Saturn Aura
El Saturn Aura és un sedan de tipus mid size fabricat per Saturn, marca que pertany al fabricant General Motors (GM). Construït a Kansas City (Kansas) utilitza el xassís Epsilon de GM, que comparteix amb el Chevrolet Malibu o Pontiac G6.
El model va ser presentat com un concept car al North American International Auto Show de gener del 2005, i a l'abril del 2006 es presenta el model definitiu al New York Auto Show. Es comença a fabricar a l'estiu del 2006 com a model de l'any 2007. L'Aura substitueix al Saturn L-Series.

## Disseny i motors

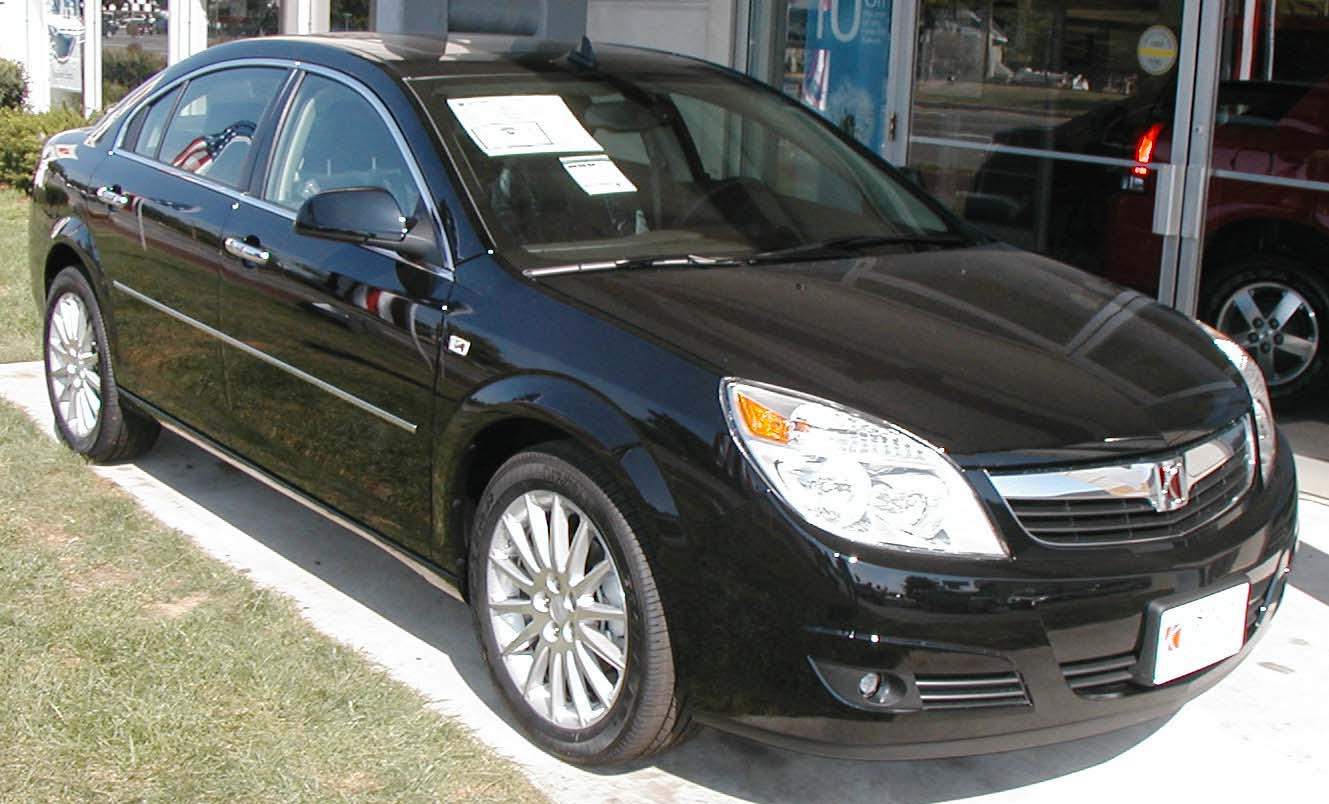
Saturn Aura XE del 2007

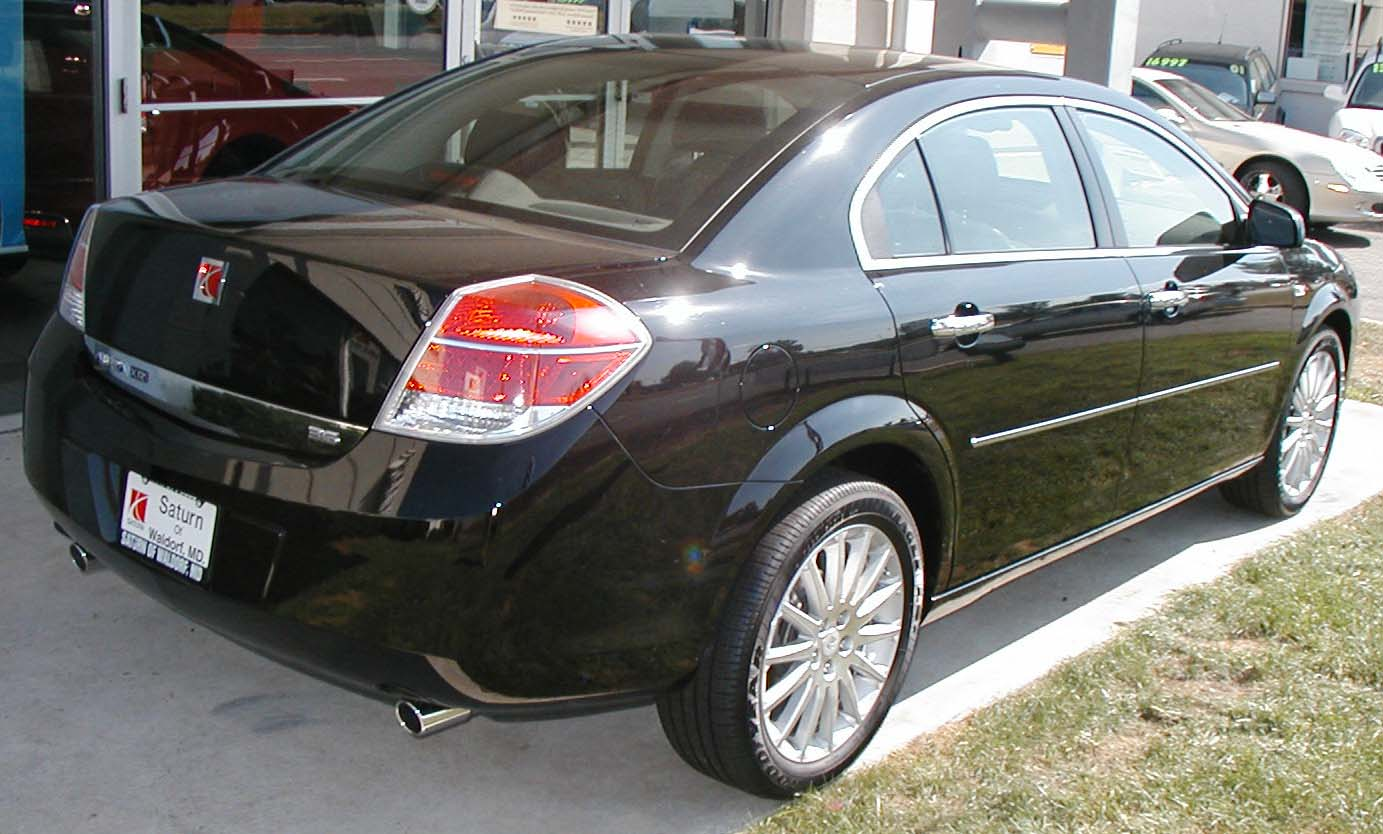
Saturn Aura XR del 2007

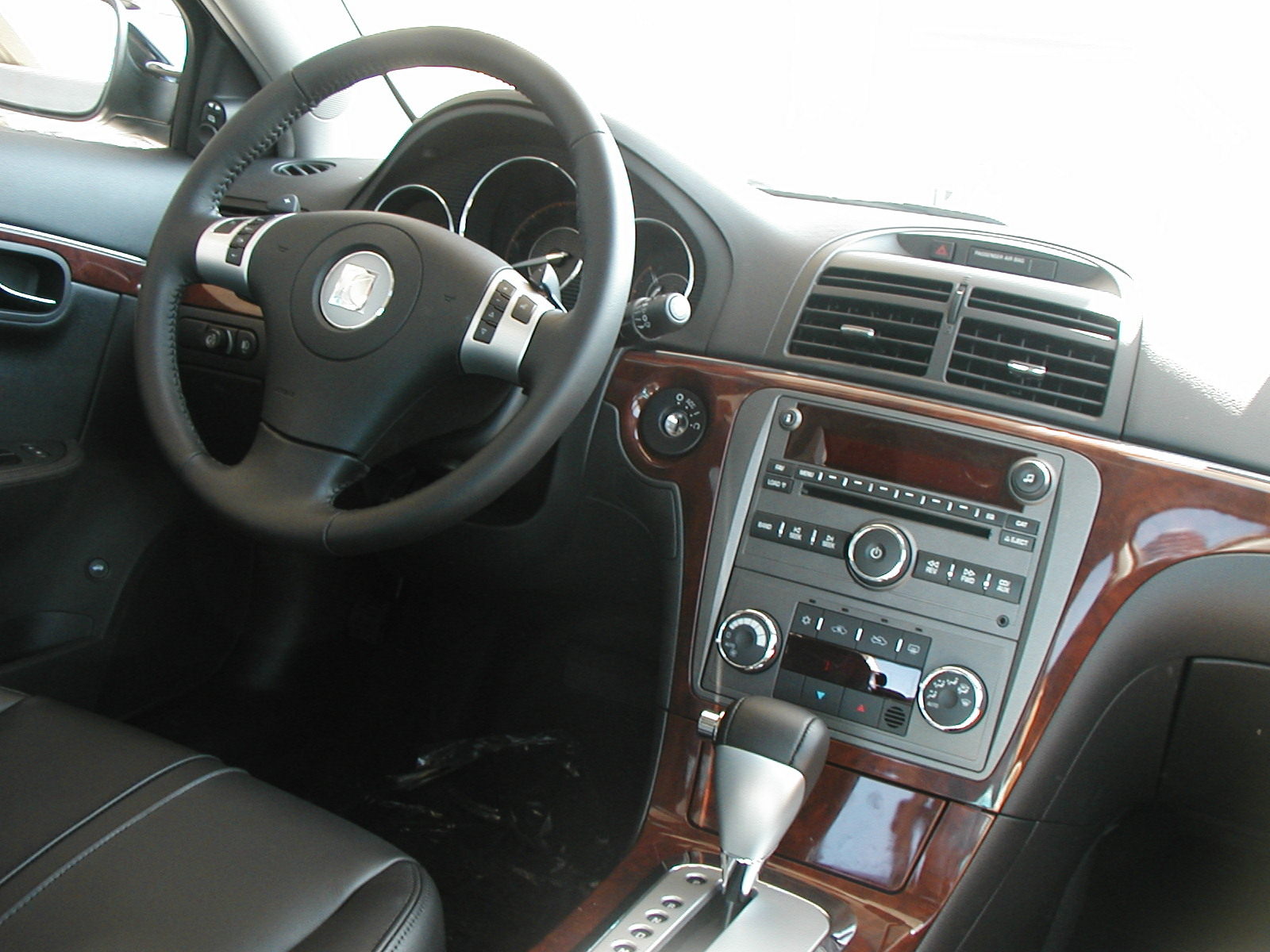
Interior del Saturn Aura

Respecte del concept que van presentar, el model que es comercialitza té el mateix disseny i aspecte. El disseny d'aquest Saturn recorda força el del Vauxhall/Opel.
- Mides de l'Aura:
  - Batalla: 2,852 m (112.3 in)
  - Llargada: 4,848 m (190.9 in)
  - Amplada (Width): 1,785 m (70.3 in)
  - Alçada (Height): 1,463 m (57.6 in)
  - Pes (Curb weight): 1598 kg (3529 lb)
  - Capacitat del dipòsit: 62 l (16 galons EUA)
  - Capacitat del portaequipatge: 425 cm3 (15 cu. ft.)

L'Aura es presenta amb 3 diferents nivells d'equipament (paquets):
Aura XEÉs l'equip base, que inclou airbags frontals, laterals davanters, i de cortina per als seients davanters i posteriors, frens de disc a les quatre rodes i sistema antibloqueig de rodes. Mecànicament, un 3.5L High Value V6 acompanyat amb una caixa automàtica 4T45-E de quatre velocitats.
Aura XRÉs el més ben equipat: el mateix que el XE, però inclou, entre d'altres, l'ESC StabiliTrak. Mecànicament equipa un motor 3.6L DOHC High Feature V6, acompanyat amb una caixa automàtica GM GM-6T70 de sis velocitats.
Aura Green LineEs tracta d'un cotxe híbrid amb el sistema General Motors belt alternator starter. El motor base és un 2.4L Ecotec LAT assistit amb un motor elèctric. La caixa de canvis és la 4T45-E. Amb aquest motor, l'Aura té uns consums de 28 mpg ciutat/35 mpg autopista, l'equivalent a 6,71 l/100 per autopista i 8,39 l/100 per ciutat. A la venda a partir de març del 2007. En equipament, és similar al XR, però es diferencia entre d'altres, a incorporar una direcció electrònica amb assistència variable.
En aquesta taula es llisten els diferents motors que equipen el Saturn Aura:
| Any             | Motor                 | Potència | Torsió  |
| --------------- | --------------------- | -------- | ------- |
| 2006-actualitat | 3.5 L High Value V6   | 224 cv   | 298 N·m |
| 2006-actualitat | 3.6 L High Feature V6 | 252 cv   | 340 N·m |
| 2007-actualitat | 2.4 L Ecotec LE5 l4   | 164 cv   | 215 N·m |

La NHTSA ha qualificat l'Aura amb 5 estrelles (conductor) i 5 estrelles (passatger) en el xoc frontal i 5 estrelles (conductor i passatger) en xoc frontal.
L'Aura és un vehicle que es classifica com un mid-size de luxe, competint contra models d'importació com el Volswagen Passat, Toyota Camry, Nissan Altima, Honda Accord i Hyundai Sonata. També cal esmentar al Ford Fusion.

## Premis i resposta dels consumidors
- El Saturn Aura ha guanyat el premi North American Car of the Year del 2007.[4]
- La revista Consumer Guide l'ha catalogat com a recommended la compra del Saturn Aura 2007[5]
- La International Carwash Association (ICA) atorga el premi "Most Washable Car 2007" al Saturn Aura[6][7]

L'Aura ha tingut una bona acollida i una de dolenta:
- La bona és que la crítica l'ha valorat força bé, en general, és un cotxe de bones prestacions, en poques paraules el millor Saturn fabricat fins ara, ja que no s'usen taulers de control de plàstic com usaven els anteriors cotxes fabricats per aquest[8][9]
- La dolenta és que se li ha recriminat l'ús de materials econòmics a l'interior entre altres detalls[10]

En general té una molt bona acollida al mercat i de fet Edmunds.com prediu que l'Aura, juntament amb el Saturn Sky i Saturn Outlook faran que Saturn generi beneficis per primera vegada des de la seva fundació, un fet no impossible si es té en compte que aquests tres models han augmentat les vendes de Saturn en un 59,4% al Febrer del 2007

## Informació mediambiental
El Saturn Aura XE amb motor 3.5L té uns consums de 20 mpg ciutat/30 mpg autopista, l'equivalent a 7,83 l/100 per autopista i 11,75 l/100 per ciutat. Sobre emissions, l'Aura XE emet 7,5 tones de CO₂ a l'atmosfera anualment